# 布亨巴赫
布亨巴赫是德国巴登-符腾堡州的一个市镇。总面积38.99平方公里，总人口3193人，其中男性1536人，女性1657人（2011年12月31日），人口密度82人/平方公里。